# 希洛卡新镇
希洛卡新镇，是西班牙阿拉贡自治区萨拉戈萨省的一个市镇。 总面积7平方公里，总人口91人（2001年），人口密度13人/平方公里。